# 東京テレポート駅
東京テレポート駅（とうきょうテレポートえき）は、東京都江東区青海一丁目にある、東京臨海高速鉄道（TWR）りんかい線の駅である。駅番号はR 04。
りんかい線公式ウェブサイトに掲載されている路線図では「（お台場）」と括弧書きが付されている。

## 歴史
- 1996年（平成8年）3月30日：新木場駅 - 当駅間の開業と同時に、臨海副都心線の駅として開業[1]。
- 2000年（平成12年）9月1日：路線名称変更により、りんかい線の駅となる[3]。
- 2001年（平成13年）3月31日：当駅 - 天王洲アイル駅間が開業[4][5]。中間駅となる。
- 2002年（平成14年）12月1日：ICカード「Suica」の利用が可能となる[6]。
- 2008年（平成20年）7月19日：発車メロディを『踊る大捜査線』のテーマ曲に変更[7]。
- 2009年（平成21年）7月22日：改札外にコンビニエンスストア「NewDays」りんかい東京テレポート店開業。
- 2012年（平成24年）12月7日：発車メロディを『ONE PIECE FILM Z』のテーマ曲に変更[8]。
- 2013年（平成25年）2月1日：発車メロディを『ONE PIECE FILM Z』のテーマ曲使用期間終了に伴い、『踊る大捜査線』のテーマ曲に戻される[9]。
- 2018年（平成30年）1月1日：副駅名を「"アクアシティお台場・メディアージュ前"」から「"ダイバーシティ東京プラザ"」前に変更。
- 2023年（令和5年）3月4日：ホームドアの使用を開始[10]。

### 駅名の由来
駅名は当初の東京都の臨海副都心開発事業計画の愛称である「東京テレポートタウン」に由来する。「テレポート」は遠方・電信を意味する接頭辞「tele」と港湾を意味する「port」を組み合わせた造語（「東京テレポートセンター#名称の由来」も参照）。

## 駅構造
島式ホーム1面2線を有する地下駅である。地上に採光窓があり、地下のホームまで自然光が届く設計となっている。世界都市博覧会会場の最寄り駅として建設された経緯からホーム・コンコースともに広々とした構造になっており、乗降客が増えた現在でも収容力にはかなりの余裕がある。
イベント開催時などの繁忙期に備えて臨時の自動券売機と自動精算機が設置されている。混雑が予想される日にはあらかじめ帰りの乗車券を購入するように案内放送がされる。
電車到着時には「東京テレポート、東京テレポートです。フジテレビにおいでの方は当駅が下車駅です」の放送と到着電車の案内がされる。

### のりば
| 番線 | 路線       | 方向 | 行先 | 行先                                  | 備考                          |
| ---- | ---------- | ---- | ---- | ------------------------------------- | ----------------------------- |
| 1    | りんかい線 | 下り |      | 大崎・ 埼京線（渋谷・新宿・池袋）方面 |                               |
| 2    | りんかい線 | 上り |      | 新木場方面                            | 平日早朝の当駅始発列車は1番線 |

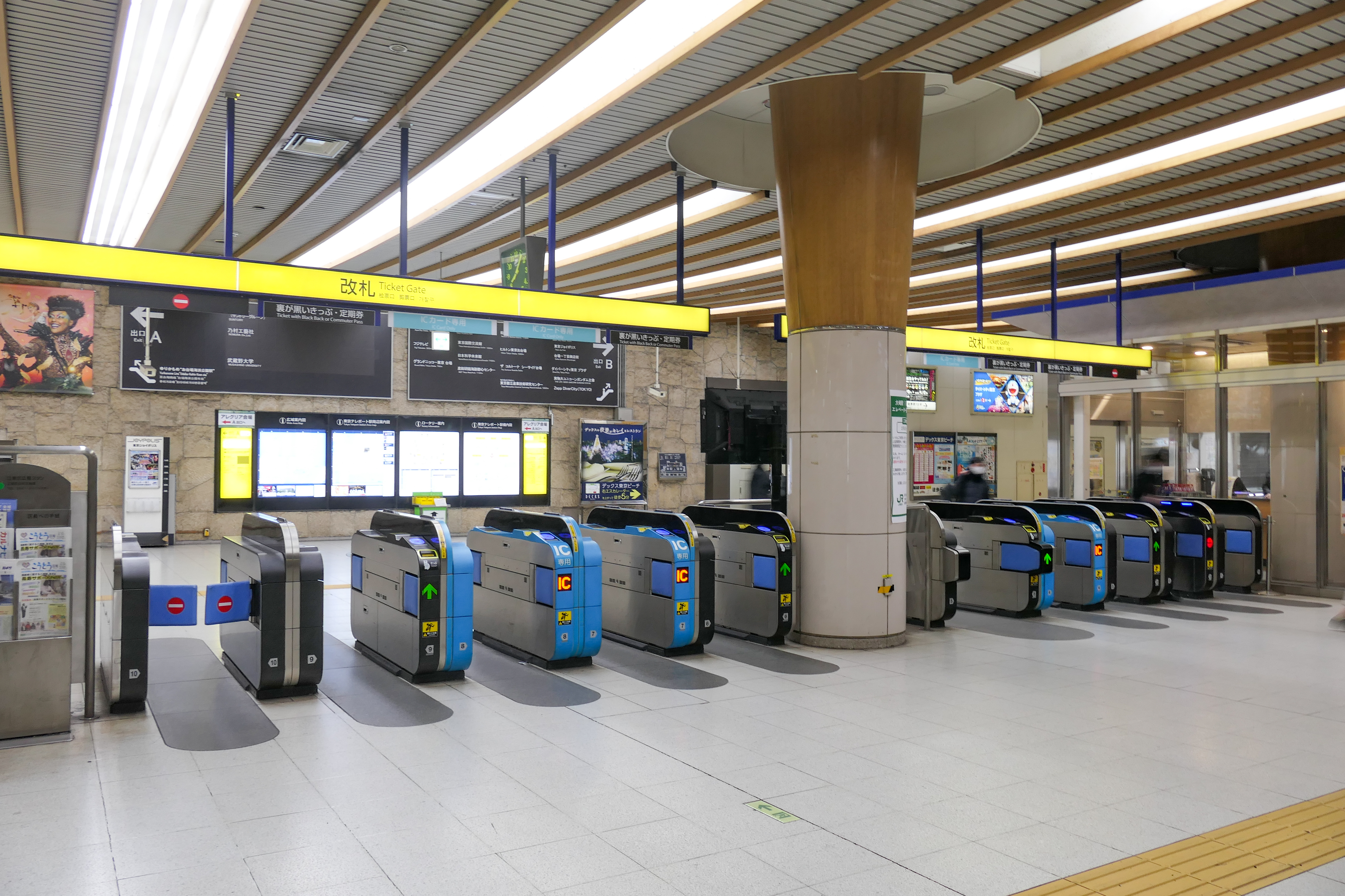
改札口（2023年2月）
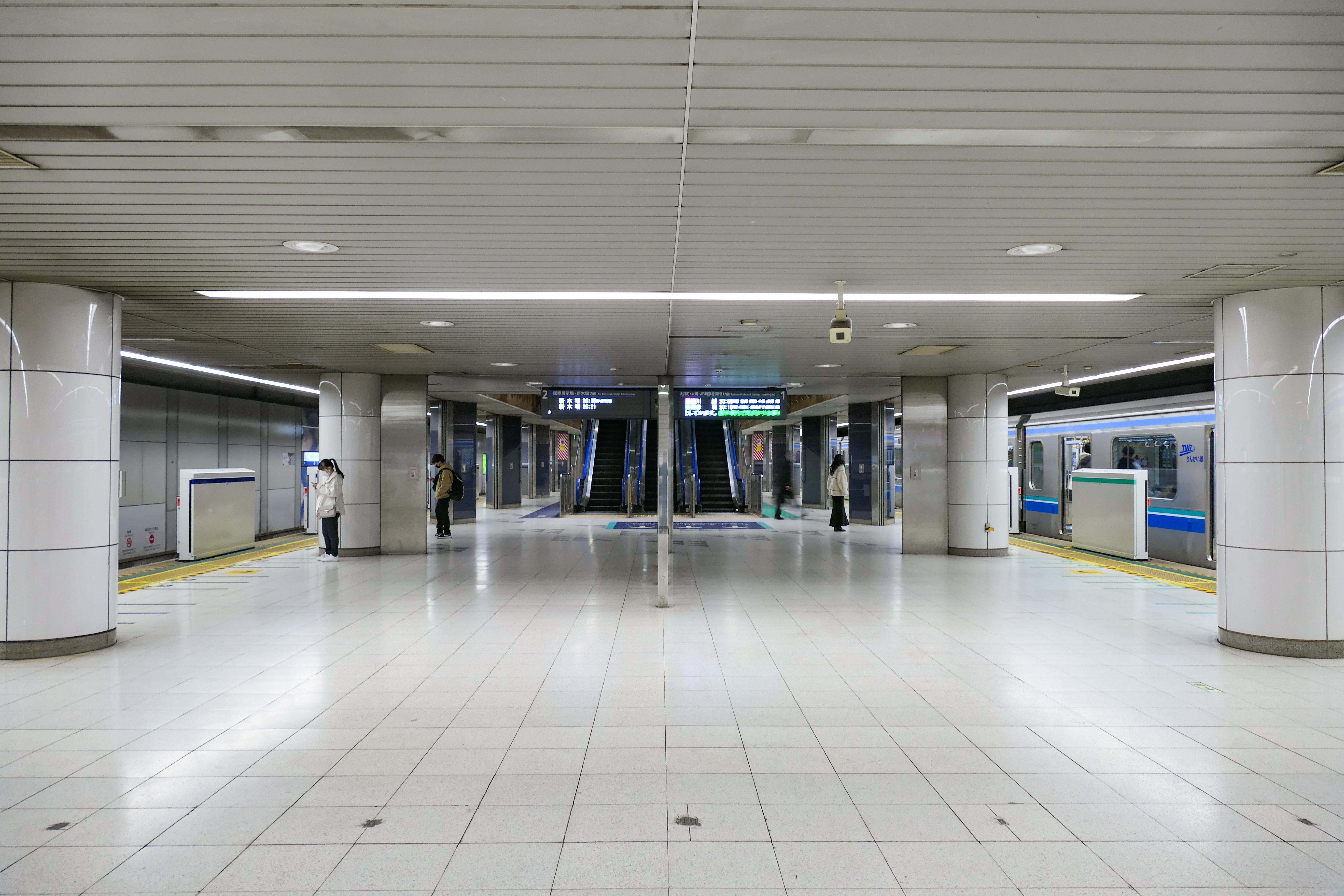
ホーム（2023年2月）
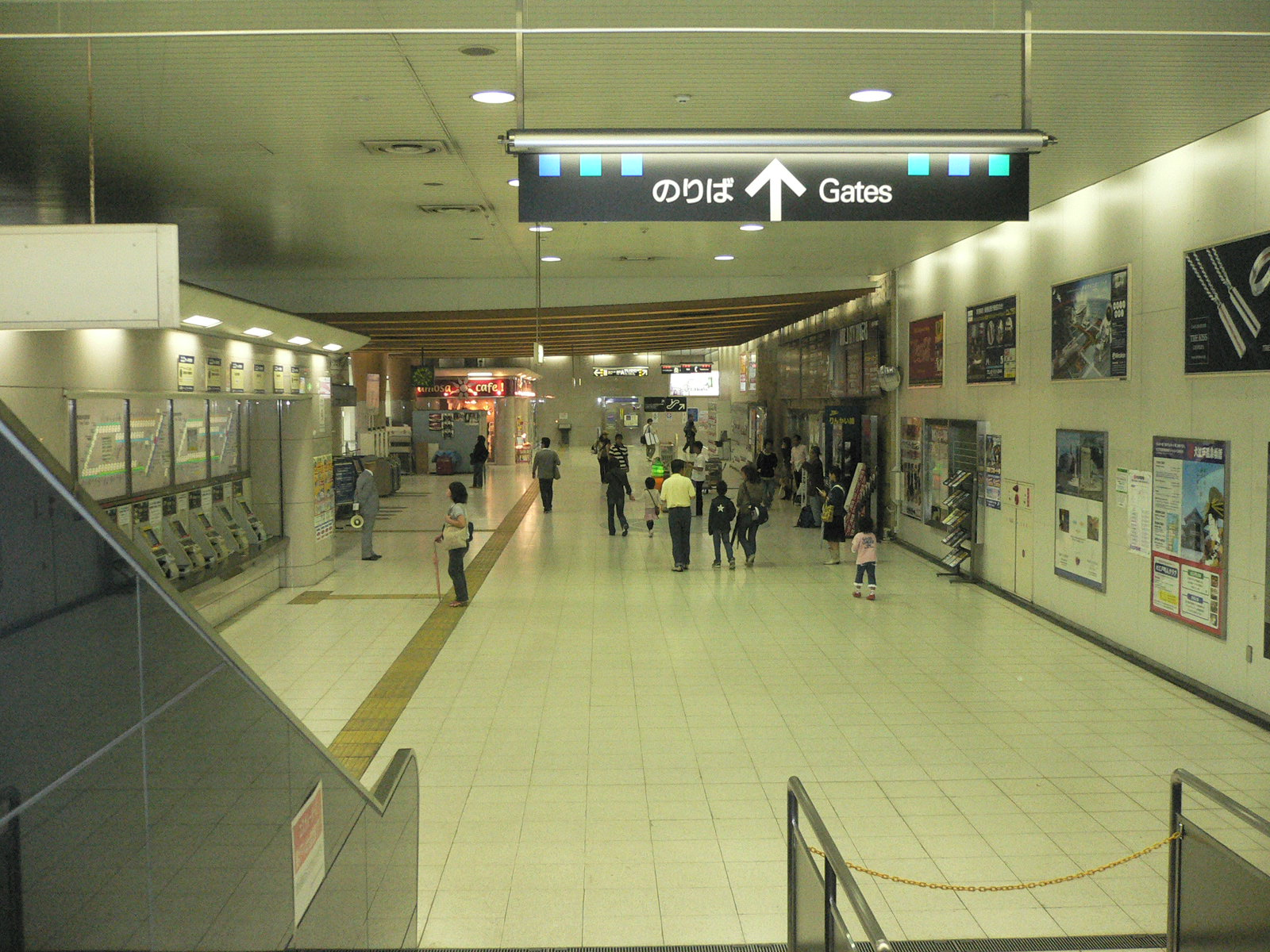
コンコース（2005年10月）

### 発車メロディ
発車メロディは、2008年（平成20年）7月19日からフジテレビとの協力により、同局が制作し当駅近隣の地域一帯が舞台となったドラマ『踊る大捜査線』のテーマ曲を編曲したものに変更された。りんかい線の駅でご当地メロディが導入されるのは当駅が初めてである。ただし、2012年12月 - 2013年1月のみ、東映系アニメ映画『ONE PIECE FILM Z』のテーマ曲を使用していた。
| 1 | R | C.X.              |
| 2 | R | Rhythm And Police |

## 利用状況
2023年度の1日平均乗車人員は21,126人であり、りんかい線内8駅中第5位。
開業以来の1日平均乗車人員推移は下表のとおり。
| 年度               | 1日平均 乗車人員 | 出典     |
| ------------------ | ---------------- | -------- |
| 1996年（平成08年） | 2,299            | [ * 1 ]  |
| 1997年（平成09年） | 3,616            | [ * 2 ]  |
| 1998年（平成10年） | 3,888            | [ * 3 ]  |
| 1999年（平成11年） | 5,407            | [ * 4 ]  |
| 2000年（平成12年） | 6,214            | [ * 5 ]  |
| 2001年（平成13年） | 6,756            | [ * 6 ]  |
| 2002年（平成14年） | 9,573            | [ * 7 ]  |
| 2003年（平成15年） | 18,787           | [ * 8 ]  |
| 2004年（平成16年） | 19,499           | [ * 9 ]  |
| 2005年（平成17年） | 20,496           | [ * 10 ] |
| 2006年（平成18年） | 20,581           | [ * 11 ] |
| 2007年（平成19年） | 22,202           | [ * 12 ] |
| 2008年（平成20年） | 23,573           | [ * 13 ] |
| 2009年（平成21年） | 24,578           | [ * 14 ] |
| 2010年（平成22年） | 23,541           | [ * 15 ] |
| 2011年（平成23年） | 22,686           | [ * 16 ] |
| 2012年（平成24年） | 28,991           | [ * 17 ] |
| 2013年（平成25年） | 29,751           | [ * 18 ] |
| 2014年（平成26年） | 31,067           | [ * 19 ] |
| 2015年（平成27年） | 32,101           | [ * 20 ] |
| 2016年（平成28年） | 32,449           | [ * 21 ] |
| 2017年（平成29年） | 32,284           | [ * 22 ] |
| 2018年（平成30年） | 33,853           | [ * 23 ] |
| 2019年（令和元年） | 34,652           | [ * 24 ] |
| 2020年（令和02年） | 17,076           |          |
| 2021年（令和03年） | 18,198           |          |
| 2022年（令和04年） | 18,771           |          |
| 2023年（令和05年） | 21,126           |          |

## 駅周辺

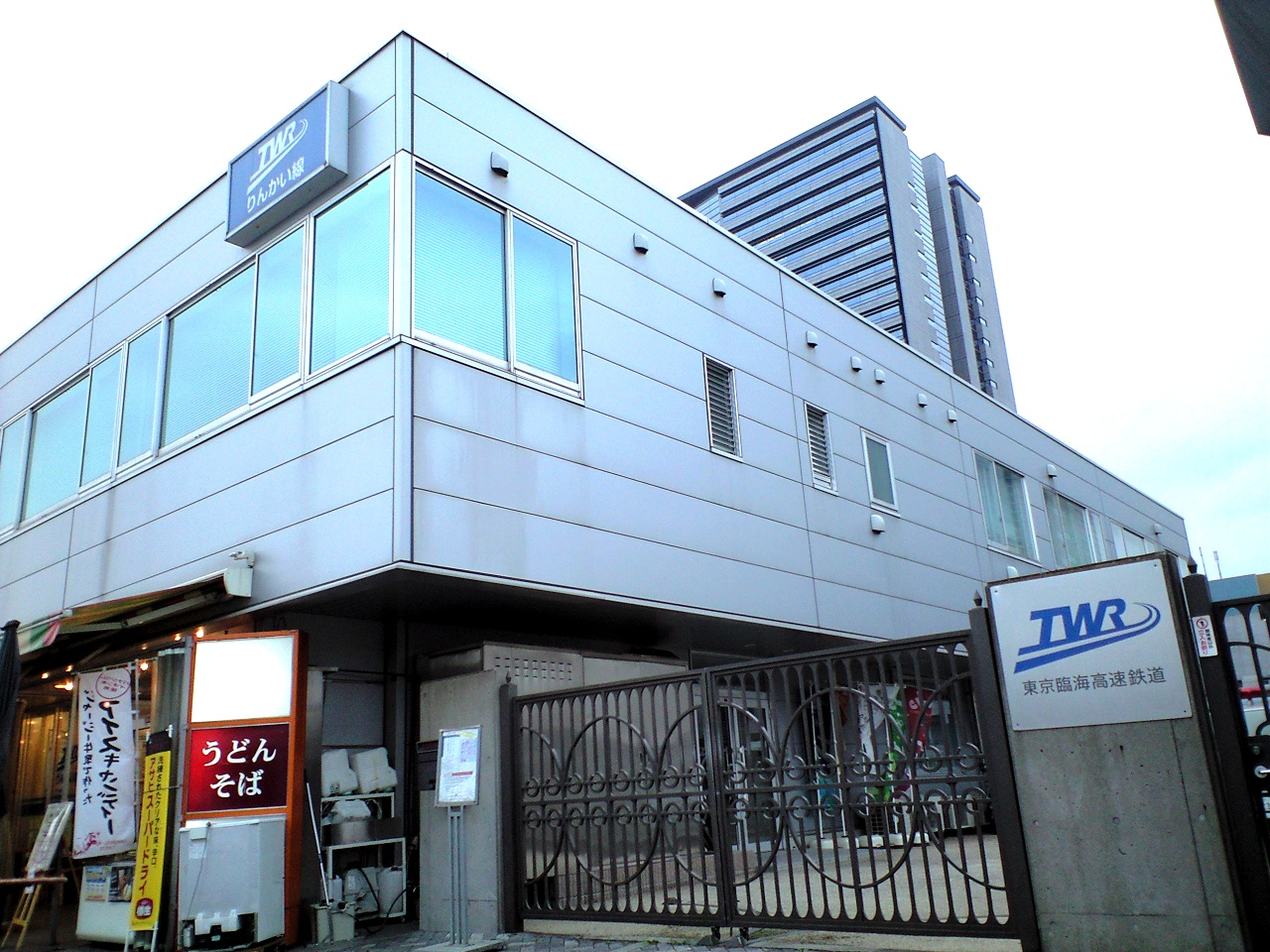
東京臨海高速鉄道本社

当駅周辺のお台場地区はアクアシティお台場、デックス東京ビーチ、ダイバーシティ東京プラザ、イマーシブ・フォート東京など大型商業施設・レジャー施設が林立している。一方で、ダイバーシティ東京 オフィスタワー、トレードピアお台場、台場フロンティアビルなどといった高層オフィスビルも多く林立している。
駅東側のA出口に隣接して、屋根付きの歩行者専用橋であるテレポートブリッジが南北方向に架かり、ゆりかもめお台場海浜公園駅まで通路で結ばれている。当駅からは改札外エレベーターがテレポートブリッジに直結している。また、駅南側の広場とイマーシブ・フォート東京（旧パレットタウン跡地）を抜けた先にゆりかもめ青海駅があり、ほぼ直線的にアクセス可能である。ただし、これらの駅との連絡運輸は設定されていない。
なお、駅の所在地は江東区であるが、お台場地区の中心地は首都高速湾岸線を挟んで反対側にある港区台場であるため、FCGビルをはじめ当駅からアクセス可能な施設は港区に所在していることが多い。
- イマーシブ・フォート東京[13]
- 港区役所芝浦港南支所台場分室
- 東京湾岸警察署
- お台場海浜公園前郵便局
- 東京臨海高速鉄道本社
- 東京国際クルーズターミナル
- 東京国際交流館
- 日本科学未来館
- 南極観測船「宗谷」（船の科学館による屋外展示物）
- シンボルプロムナード公園
- お台場海浜公園
- ヒルトン東京お台場
- グランドニッコー東京 台場
- FCGビル
  - フジ・メディア・ホールディングス
  - フジテレビジョン
  - BSフジ
- デックス東京ビーチ
  - 東京ジョイポリス
  - 台場一丁目商店街
  - レゴランド・ディスカバリー・センター東京
  - マダム・タッソー東京
- アクアシティお台場
- ダイバーシティ東京
  - ダイバーシティ東京プラザ
  - ダイバーシティ東京 オフィスタワー
- トレードピアお台場
- 台場フロンティアビル
  - ユーシーカード本社
- 乃村工藝社本社ビル
- サントリー東京支社
- BMW GROUP Tokyo Bay
- CITY CIRCUIT TOKYO BAY

## バス路線
駅前にロータリーがあり、東京都交通局、東京BRTなどの路線バスが発着する。停留所名は都営バスが東京テレポート駅前、東京BRTが東京テレポート（ナンバリング：B06）、それ以外は東京テレポート駅である。以下の路線の他、1番のりばに日の丸自動車興業の運行する観光バス路線が発着する。

### 路線バス
都営バス
2番のりば
- 陽12-3：東陽町駅前行（土休日のみ）

3番のりば
- 波01(NM01)：中央防波堤行・海の森水上競技場行

4番のりば
- 海01(KM01)：門前仲町行（通常便）

5番のりば
- 海01(KM01)：門前仲町行・豊洲駅前行（台場二丁目直通便）

東京BRT
東京BRTのりば
- 幹線ルート(BRT 1)：新橋行（土休日のみ）

### 高速バス
関東鉄道
6番のりば
- 鹿島神宮駅行（関東鉄道）

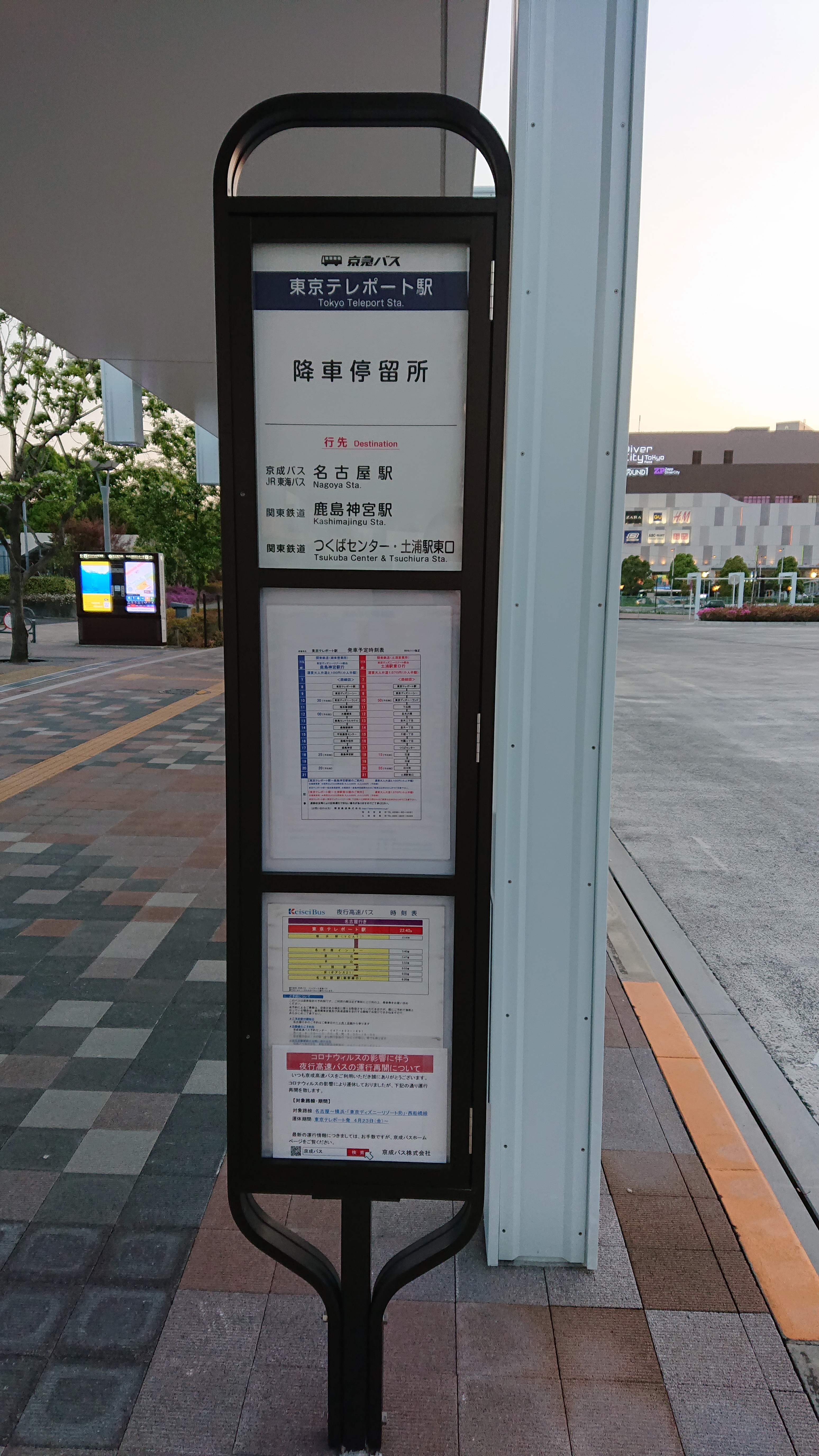
東京テレポート駅 高速バス 6番乗り場

- つくばセンター・土浦駅東口行（関東鉄道）※運休中（東京ディズニーリゾート始発つくば経由水戸行きに変更）

JAMJAMライナー（ジャムジャムエクスプレス）
1番のりば
- 弘前駅城東口・青森駅行
- 大阪梅田・和泉中央駅・和歌山駅行
- 富山駅北口・金沢駅西口・小松駅西口行
- 名古屋南（ささしまライブ）・ナゴヤドーム行
- 長岡駅大手口・燕三条駅三条口・新潟駅南口行
- 八方・白馬行　※季節運行
- 志賀高原行　※季節運行
- 斑尾・赤倉行　※季節運行

- 上記の他、仙台駅前発ホリデースター号（東北急行バス）の上り便（終着）が停車する。

## その他
- JR東日本では、羽田空港アクセス線の臨海部ルートとして、当駅と天王洲アイル間の分岐点（品川埠頭分岐部信号場）から単線で東臨運輸区（八潮車両基地）に向かう回送線を複線化した上で、東京貨物ターミナル駅 - 羽田空港と結ぶことを検討している[15]。この計画が実現すると、羽田空港 - 新木場間が天王洲アイルでの乗り換えなしで行くことが可能になる。なお、2016年の時点では、羽田空港とお台場の間には、京浜急行バスと東京空港交通によるリムジンバスが別個に運行されている。
- 『踊る大捜査線』や『元カレ』、『蘇える金狼』など多数のテレビドラマや映画、CMのロケーション撮影にも使われている。

## 隣の駅
東京臨海高速鉄道
 りんかい線
■通勤快速・■快速・■各駅停車（いずれもりんかい線内は各駅に停車） 
国際展示場駅 (R 03) - 東京テレポート駅 (R 04) -（品川埠頭分岐部信号場）- 天王洲アイル駅 (R 05)

### 記事本文